# Герб на Туркестан
Гербът на Туркестан в руската хералдика представлява черен бягащ еднорог с червени очи, език и рог, разположен на златен щит.